# Crkva sv. Marije Gorske (Majka Božja Gorska)
Crkva sv. Marije Gorske je rimokatolička crkva u općini Lobor, zaštićeno kulturno dobro.

## Opis dobra
Crkva sv. Marije Gorske nedaleko Lobora je jednobrodna longitudinalna gotička barokizirana crkva s cinktorom iz 18. st. Brod i svetište današnje crkve potječu iz 14. stoljeća. Zidovi svetišta bili su oslikani, a freske su velikim dijelom očuvane i danas. Djelomično je oslikana i izvana. Inventar potječe iz 17. i 18. st. Arheološkim istraživanjima u arealu crkve otkriven je kontinuitet gradnje sakralnih objekata na istom mjestu. Današnja crkva leži na temeljima starokršćanske, jednobrodne, pravilno orijentirane bazilike s krstionicom, predromaničke trobrodne te kasnoromaničke/ranogotičke crkve manjih razmjera. Nađeni su i vrijedni ulomci inventara ovih ranijih zdanja.

## Zaštita
Pod oznakom Z-4325 zavedena je kao nepokretno kulturno dobro - pojedinačno, pravnog statusa zaštićena kulturnog dobra, klasificirano kao "sakralna graditeljska baština".